# Hôtel de Mazenod
L'hôtel de Mazenod est un hôtel particulier situé au no 53 du Cours Mirabeau, à Aix-en-Provence (France).

## Historique
Les premiers propriétaires furent les Chantre, teinturiers. 
En 1730 l’hôtel fut vendu à Antoine Laugier, seigneur de Saint-André. Sa fille se maria en 1743 à Charles Alexandre de Mazenod, officier des Mousquetaires du roi et président à mortier au Parlement de Provence. Ils eurent quatre fils dont deux naquirent dans cet hôtel, Charles-Antoine né en 1745, qui sera président à la Cour des Comptes, et Charles Fortuné, évêque de Marseille. L’aîné, Charles Antoine, épousa mademoiselle de Joannis et fut le père de Charles Eugène de Mazenod, lui aussi évêque de Marseille, et fondateur de la société des Missionnaires de Provence, devenue en 1826 la congrégation des Oblats de Marie. Une plaque, sur le fronton du bâtiment, rappelle qu’Eugène de Mazenod a été canonisé. 
L’entrée principale se faisait traditionnellement rue des Grands Carmes, avec la présence d'un portail plus large. Cette rue n'existe plus actuellement et cette entrée est bouchée par une cour intérieure.

## Architecture
La façade, en pierre de Bibémus présente un état de conservation correcte. Le portail est ceint par un cadre à refends, marquant le style épuré néo-antique, typique du Grand Siècle.

## Informations complémentaires
L'hôtel est divisé en appartements et n'est pas visitable librement.